# مؤتمر وانسيي

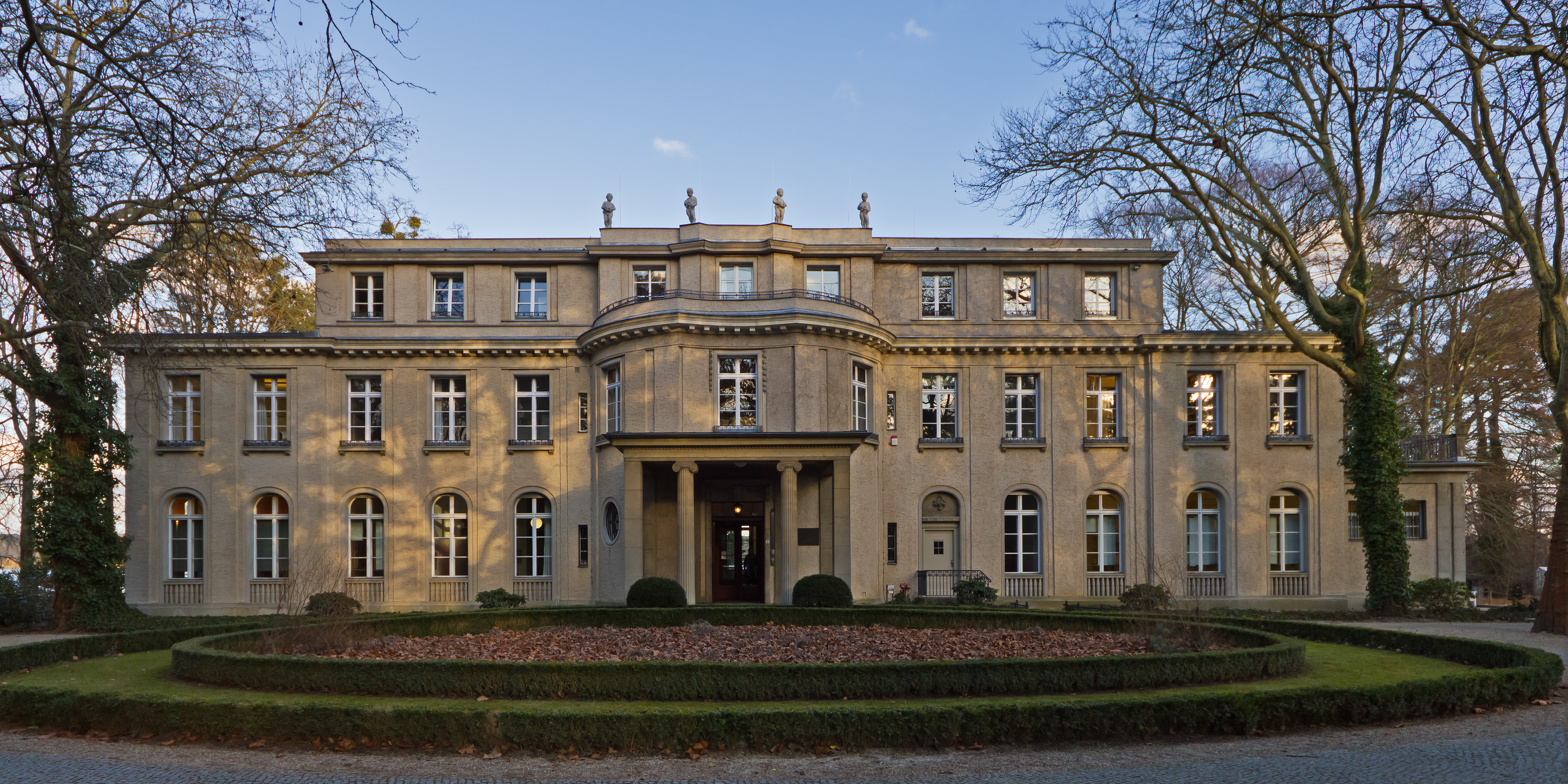
الفيللا 56-58 بجروسن وانسيي حيث عقد مؤتمر وانسيي. حولت فيما بعد إلى متحف للهولوكوست.

مؤتمر وانسيي (بالألمانية: Wannseekonferenz)‏ كان اجتماعًا لمسئولين كبار بحكومة ألمانيا النازية عقد في العشرين من يناير 1942 بضاحية وانسيي ببرلين. عقد المؤتمر الذي دعى إليه مدير أمن الرايخ الرئيس مكتب الأمن الرئيسي لرايخ رينهارد هايدريش، لبحث تنسيق وتعاون مختلف إدارات الحكومة النازية وأجهزتها التنفيذية لتنفيذ بنود ما سمى وقتها بالحل النهائى للمسألة اليهودية والذي تعين بمقتضاه ترحيل معظم السكان اليهود في المناطق الخاضعة للاحتلال الألمانى من أوروبا إلى بولندا تمهيدا للتخلص منهم.
بدأ تقنيين التمييز ضد اليهود في ألمانيا مباشرة فور استيلاء النازيين على الحكم هناك في 30 يناير 1933. في البداية إعتمد النازيون سياسة شجعت اليهود على الهجرة الطوعية خارج ألمانيا وساعدهم على تنفيذ تلك السياسة الأزمة الاقتصادية ومظاهر العنف التي سادت المجتمع الألمانى في تلك الفترة. بدأ التخلص من اليهود فعليا عقب غزو بولندا في الأول من سبتمبر 1939. استمرت عمليات قتل اليهود وإزدادت وتيرتها عقب غزو الاتحاد السوفييتى في يونيو 1941. وفي 31 يوليو 1941 أصدر هيرمان غورينغ تفويضا مكتوبا لهایدریش لإعداد خطة «لحل شامل للمسألة اليهودية» في المناطق الخاضعة للحكم الألماني وأن يشرك مختلف مؤسسات الدولة المعنية في التنسيق لإعداد تلك الخطة. غير أن تعليمات هايدريش كانت واضحة أنه عند إتمام عمليات ترحيل اليهود من مختلف المناطق فإن عملية التخلص منهم سوف تكون عملية داخلية من اختصاص الوحدة الوقائية (SS) وحدها.
شملت قائمة حضور المؤتمر ممثلين عن مختلف الوزارات الحكومية مثل وزارات الخارجية والعدل والاقتصاد والمستشارية وممثلين عن الوحدة الوقائية والجستابو ووزارة المناطق الشرقية المحتلة. شرح هایدریش خلال الاجتماع ملامح خطته لتجميع اليهود من كل مناطق أوروبا المحتلة ثم إرسالهم إلى معسكرات الإبادة في الشرق في ما عرف باسم الحكومة العامة (بولندا المحتلة) حيث يتم قتلهم هناك.
عثر روبرت كيمبنر المدعى العام الأمريكي خلال محاكمات نورمبرج التي أعقبت الحرب العالمية الثانية على محضر جلسة المؤتمر أثناء بحثه في سجلات وزارة الخارجية الألمانية والتي أخذها الحلفاء عقب هزيمة ألمانيا. تم تحويل مقر الاجتماع (قصر وانسيي) إلى متحف لتخليد ذكرى المحرقة (الهولوكوست) في عام 1992 في الذكرى الخمسين لعقد الاجتماع.

## خلفية تاريخية
شملت الأيدلوجية النازية أفكارا ومبادئ منها معاداة السامية والتطهير العرقى و«تحسين النسل» وربطتها بأفكار القومية الألمانية الشاملة (رابطة الشعوب الجرمانية) والتوسع بغرض إيجاد ما سمى بالمجال الحيوى أو «مكان الإعاشة» ليبنسراوم لإستيعاب النمو السكاني الألماني. حاولت ألمانيا النازية الحصول على أراضى ذلك المجال الحيوى عن طريق غزو بولندا والإتحاد السوفيتى والتخطيط للقضاء على سكانهما من اليهود والسلاف والذين اعتبرهم النازيون أعراقا أدنى من العرق الأرى.
تم تقنين التمييز ضد اليهود (والذي كان منتشرا بأغلب نواحى أوروبا في ذلك الوقت بصورة غير قانونية) مباشرة عقب استيلاء النازيين على الحكم بألمانيا في 30 يناير 1933. منع قانون استعادة الخدمة المدنية الصادر في السابع من إبريل من نفس العام أغلب اليهود من العمل في مجال القانون ووظائف الخدمة المدنية. حرم تشريع لاحق مشابه اليهود من حق ممارسة العمل في مجالات وتخصصات أخرى. استخدم النظام الحاكم العنف والضغوط الاقتصادية لحث اليهود على مغادرة البلاد طوعا. حرمت الشركات اليهودية من الوصول للأسواق ومنعت من الدعاية في الصحف كما حرمت من الحصول على العقود الحكومية. تم التضييق على المواطنين اليهود وتعرضت متاجرهم للمقاطعة والهجمات العنيفة.
صدرت قوانين نورمبرغ في سبتمبر 1935. منعت هذه القوانين الزواج بين اليهود والمواطنين من أصول ألمانية، ومنعت أيضا أية علاقات خارج إطار الزواج بين اليهود والألمان. حظرت أيضا تلك القوانين تشغيل النساء الألمانيات دون سن الخامسة والأربعين كخادمات في بيوت الأسر اليهودية. عرف قانون مواطنة الرايخ مواطنى ألمانيا أنهم فقط من يحملون دماءا ألمانية أو أقاربهم. وهكذا تم تجريد اليهود وأقليات عرقية أخرى من جنسيتهم الألمانية. وفي نوفمبر من نفس العام صدر ملحق إضافى عرف اليهودى بأنه أي شخص لديه ثلاث جدود يهود، أو أي شخص لديه جدان يهوديان ويكون ممارسا لشعائر الديانة اليهودية. ومع بداية الحرب العالمية الثانية في سبتمبر 1939 كان قد هاجر خارج ألمانيا حوالى 250,000 من أصل يهود ألمانيا الذين قد وصل تعدادهم إلى 437,000 نسمة. هاجر هؤلاء إلى الولايات المتحدة وفلسطين وبريطانيا ودولا أخرى.